# Лунка поперечна
Лунка поперечна (Theodoxus transversalis) — вид прісноводних черевоногих молюсків з родини Neritidae.

## Поширення
Вид поширений в Центральній та Східній Європі. Мешкає у долині Дунаю та його притоках. В Україні трапляється на Закарпатті. Імовірно, він вимер з Австрії та Словаччини, а також вважався вимерлим на румунській ділянці Дунаю, але був помічений у 2013 році на островах дельти Дунаю.
Це річковий вид, мешкає в річках, пов'язаних з твердою поверхнею.

## Опис
Раковина має висоту 4-6 мм, ширину 9-11 мм, складається з трьох вигинів. Останнє розширення, яке сильно розширюється, становить основну частину мушлі. Колір коливається від жовтуватого до світло-свинцево-сірого, прикрашений 3 поздовжніми чорно-темно-фіолетовими смугами. Його рот (operculuma) має червонувате обрамлення.